# Psychodinae
Sous-famille
Les Psychodinae sont une sous-famille de diptères nématocères de la famille des Psychodidae. Elle est riche de plus de 2 000 espèces et n'a que peu d'importance médicale.

## Liste des tribus et genres
- Tribu des Maruinini Enderlein, 1937
  - Genre Alloeodidicrum Duckhouse, 1990 (Australie)
  - Genre Didicrum Enderlein, 1937 (Australie et Amérique de Sud)
  - Genre Eremolobulosa Duckhouse, 1990 (Australie)
  - Genre Maruina Müller, 1895 (Nouveau Monde)
  - Genre Paratelmatoscopus Satchell, 1953 (Australie)
  - Genre Rotundopteryx Duckhouse, 1990 (Australie)
- Tribu des Setomimini Vaillant, 1982
  - Genre Arisemus Satchell, 1955
  - Genre Australopericoma Vaillant, 1975
  - Genre Balbagathis Quate, 1996
  - Genre Lobulosa Szabo, 1960
  - Genre Neoarisemus Botosaneanu & Vaillant, 1970
  - Genre Parasetomima Duckhouse, 1968
  - Genre Setomima Enderlein, 1937
  - Genre Tonnoiriella Vaillant, 1982
- Tribu des Mormiini Enderlein, 1937
  - Genre Atrichobrunettia Satchell, 1953
  - Genre Brunettia Annandale, 1910
  - Genre Gerobrunettia Quate & Quate, 1967
  - Genre Mormia Enderlein, 1935
- Tribu des Paramormiini Enderlein, 1937
  - Genre Clogmia Enderlein, 1937 (Australie)
  - Genre Eurygarka Quate, 1959
  - Genre Feuerborniella Vaillant, 1974
  - Genre Panimerus Eaton, 1913
  - Genre Paramormia Enderlein, 1935
  - Genre Peripsychoda Enderlein, 1935
  - Genre Philosepedon Eaton, 1904        (cosmopolite, 88 espèces décrites dont 25 dans la zone néotropicale 'Amérique Centrale)
  - Genre Telmatoscopus Eaton, 1904
  - Genre Threticus Eaton, 1904
  - Genre Trichopsychoda Tonnoir, 1922
  - Genre Vaillantodes Wagner, 2002 ( = Vaillantia Wagner, 1988, PREOCCUPIED)
- Tribu des Pericomini Enderlein, 1935
  - Genre Bazarella Vaillant, 1961
  - Genre Berdeniella Vaillant, 1976
  - Genre Boreoclytocerus Duckhouse, 1978
  - Genre Breviscapus Quate, 1955
  - Genre Clytocerus Haliday in Walker, 1856
  - Genre Lepidiella Enderlein, 1937
  - Genre Notiocharis Eaton, 1913 (Australie)
  - Genre Pericoma Haliday, in Walker, 1856
  - Genre Pneumia Enderlein, 1935 (= Satchelliella Vaillant, 1979)
  - Genre Saraiella Vaillant, 1981
  - Genre Stupkaiella Vaillant, 1973
  - Genre Szaboiella Vaillant, 1979
  - Genre Thornburghiella Vaillant, 1982
  - Genre Ulomyia Walker, 1856
- Tribu des Psychodini Quate, 1959
  - Genre Epacretron Quate, 1965
  - Genre Psychoda Latreille, 1796
  - Genre Tinearia Schellenberg, 1803